# Adriaen van de Velde

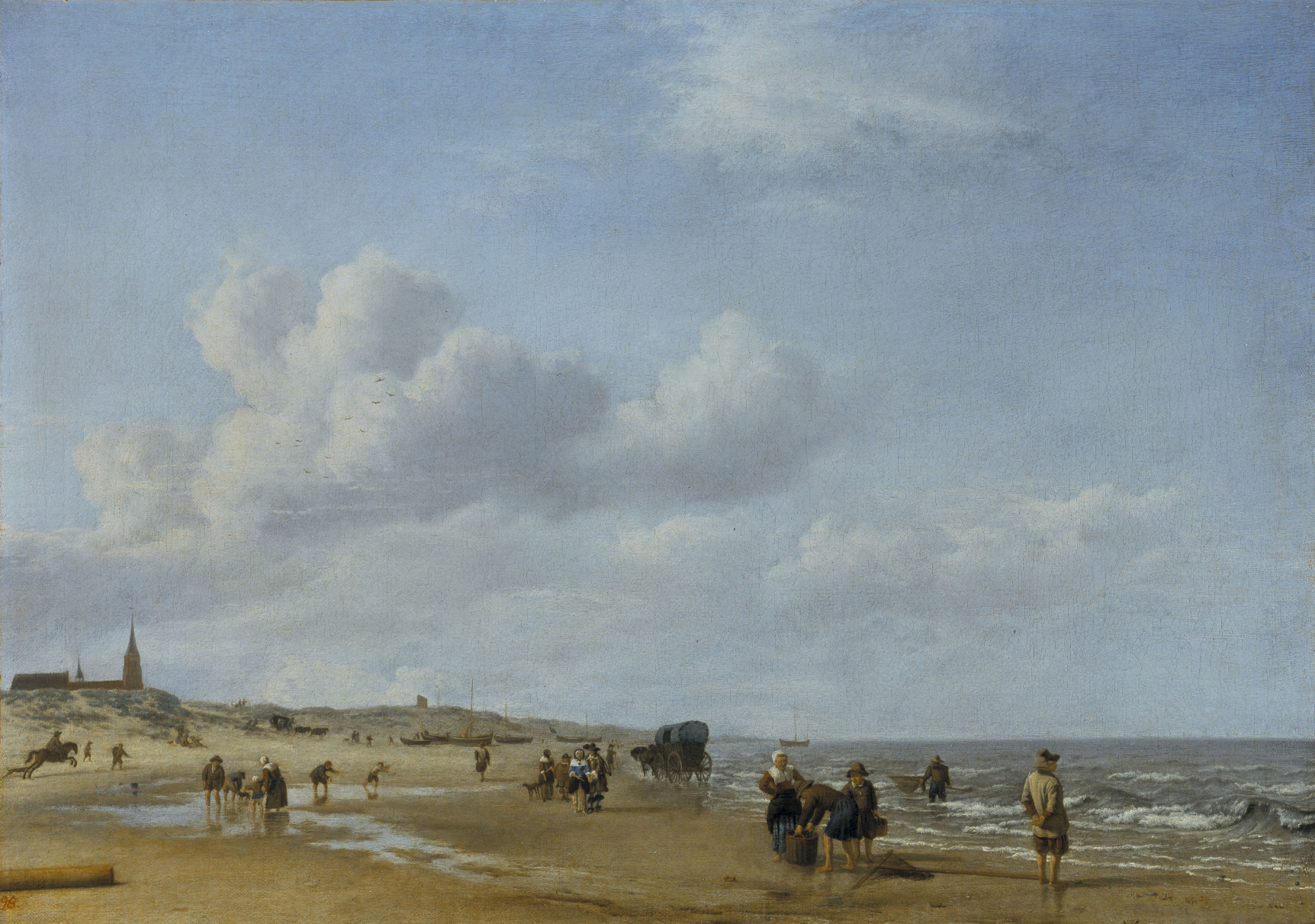
Stranden vid Scheveningen, oljemålning av Adriaen van de Velde, 1658

Adriaen van de Velde, född  (döpt den 30 november) 1636 i Amsterdam, död där (begraven den 21 januari) 1672, var en holländsk konstnär.
Adriaen van der Velde tillhörde den bekanta konstnärsfamiljen av de Velde, och var bror till Willem van de Velde den yngre. Hans far undervisade honom först i målning, men i stället för marinmålning, låg Adriaens intresse mer för landskap, och i synnerhet hade han en beundransvärd förmåga att uppliva dessa med djur och figurer, utförda med den mest fulländade smak. Han studerade därefter för Jan Wijnants och senare även figurteckning för Filip Wouwerman. Van de Velde tog även tydliga intryck från Isack van Ostade.
Förutom landskapsmålningar målade van de Velde även redan djurbilder, samt bibliska och mytologiska motiv.
Han finns bland annat företrädd på Hallwylska museet i Stockholm, Göteborgs konstmuseum och tavelsamlingarna på Vanås slott.